# Volver a empezar (telenovela chilena)
Volver a empezar es una telenovela chilena creada por Jorge Marchant Lazcano, dirigida por Vicente Sabatini y producida por Cecilia Stoltze. Fue transmitida por Televisión Nacional de Chile, desde el 1 de abril hasta el 30 de agosto de 1991. Es protagonizada por Yael Unger, Claudia Di Girolamo, Alfredo Castro y Francisco Reyes.
Volver a Empezar es considerada una «telenovela de culto» debido a su contenido político, entendido en que no es posible separar a la sociedad y su desarrollo del devenir político-social que la rodea, por lo que con el solo hecho de poder incluir en sus temas algunos aspectos relevantes de la realidad nacional de la época lo reafirma. El personaje de Margot está inspirado en el exilio político de la escritora Isabel Allende, mientras que el título evoca el de la película española del mismo nombre cuya temática es muy parecida.

## Argumento
La escritora Margot Albónico (Yael Unger), retorna a Santiago de Chile luego de dieciséis años de ausencia, y lo hace a la casa de su hijo, Pedro Pablo (Alfredo Castro), ahora convertido en exitoso empresario de educación superior, casado con Valentina Urmeneta (Claudia Di Girolamo), una mujer dedicada al hogar con quien tienen un hijo de ocho años. Los motivos del exilio político de Margot atormentan a su hijo Pedro Pablo, quien se encuentra adoctrinado bajo el modelo económico neoliberal que le inculcó su padre.
Pero quien regresa no es cualquier mujer, sino que durante su ausencia, se convirtió en una escritora de fama internacional. Con ella, no solo retornan antiguos rencores, sino que llegan nuevas ideas, de mujeres libres, trabajadoras y dueñas de su propio destino. Estas semillas caen en tierra fértil en su nuera, que llena de dudas tiene un romance con el distribuidor de películas Martín Barnes (Francisco Reyes).
El regreso desde el exilio también aparece el periodista Clemente Castellón (José Secall), quien fue la pareja de Margot durante su permanencia en España. 
La segunda historia, la conduce Samuel de La Force (Claudio Rodríguez), un joven de 21 años que creció y se educó en París, y que interrumpe sus estudios de historia para volver a Chile a reencontrarse con sus orígenes. Samuel es hijo de Gastón de la Force (Luis Alarcón), que a su vez es socio de Pedro Pablo Oroz. 
El joven sabe es que la mujer de Gastón, Felicia Moreno, se suicidó en Europa a causa de una profunda depresión y que junto a su tumba, en el cementerio de Père Lachaise, hay una lápida con el nombre de Amanda de La Force (Cecilia Cucurella). Con algunas infidencias de la tía de Samuel, Otilia (Malú Gatica), y de la empleada de la casa (Ana Reeves), se comienza a develar el por qué de la ausencia de Amanda, y la búsqueda de ella por parte de Samuel se convierte en el sostén argumental de un misterio. Con el tiempo el joven descubre que Amanda es hija de Gastón de La Force, y que por algún motivo sus padres la llevaron a Francia en 1973, perdiéndose su pista.
Con la ayuda de Margot Albónico, Samuel descubre que Amanda está viva y que es su madre. Que el verdadero motivo de que la llevaran a París fue que estaba embarazada de un estudiante de filosofía que incursionó en política y que fue detenido y desaparecido por la dictadura militar. En Francia, Felicia (la madre) se suicida y Amanda vuelve a Chile escapando de su autoritario padre, dejando allá al pequeño Samuel que es criado por Gastón como su hijo. Cuando el patriarca retorna a Chile encierra a Amanda en un hospicio siquiátrico.

## Reparto
- Yael Unger como Margot Albónico.[4]
- Claudia Di Girolamo como Valentina Urmeneta.[5]
- Alfredo Castro como Pedro Pablo Oroz.
- Francisco Reyes como Martín Barnes.[6]
- Shlomit Baytelman como Jessica Morel.
- Arnaldo Berríos como Nicolás Urmeneta.
- Luis Alarcón como Gastón de la Force.
- Malú Gatica como Otilia Moreno.
- María Cánepa como Gema Otero.
- Hugo Medina como Salustio Moure.
- Silvia Santelices como Adriana Lamarca.
- José Secall como Clemente Castellón.
- Luz Jiménez como Angelina Contreras.
- Ana Reeves como Hortensia Chacón.
- Óscar Hernández como Cornelio Jara.
- Nancy Paulsen como Bárbara Ojeda.
- Claudio Rodríguez como Samuel de la Force.
- Paulina Urrutia como Nancy Jara.
- Luz Croxatto como Romina Jara.
- Claudio Arredondo como Patricio Moure.
- Katty Kowaleczko como Susana Urmeneta.
- Renato Munster como Hugo Hinojosa.
- Carlos Concha como Eduardo Chacón.
- Juan Pablo Bastidas como Rodrigo Urmeneta.
- Roberto Navarrete como Vladímir Ojeda.
- Maité Fernández como Aída Catalán.
- Rodrigo Pérez como Leonel Cameron.
- Marcela Arroyave como Fátima Aguad.
- Patricio Olivares como José Hinojosa.
- Alejandro Harbach como Felipe Oroz.
- Isis Bravo como Solange Cameron.

## Banda sonora
Lado A
- Soledad Guerrero - Así te quiero yo amor
- Chayanne - Completamente enamorados
- Guillermo Fernández con el corazón en la mano
- Ricardo Montaner - Yo sin ti
- Alejandro Lerner - Cuatro estrofas
- Yuri - Todo mi corazón

Lado B
- Emmanuel - Bella señora
- Ana Gabriel - Quién como tú
- Álvaro Torres - De punta a punta
- José Luis Perales - Te quiero tanto
- Sergio Dalma - Esa chica es mía
- Angélica María - El que la hace la paga
- Cecilia Echeñique - Porque siempre hay tiempo

Otros temas
- Pandora - Ni tú ni yo
- David Kline - Evening Tranquility